# Evhemerism
Evhemerismul (sau euhemerismul - Mircea Eliade îl folosește pe primul) este acel mod de interpretare a mitologiei în care se consideră că miturile ar proveni din evenimente sau personaje istorice reale. Evhemerismul presupune că relatările istorice devin mituri exagerate prin repovestire, acumulare de precizări și modificări care reflectă moravurile. Termenul vine de la mitograful  Euhemerus, care a trăit în secolul al 4-lea Î. hr.

### Deificarea
Opiniile lui Euhemerus își au originea în deificarea oamenilor, de obicei regi, în zei prin apoteoză. În numeroase culturi, regii au fost înălțați sau venerați ca ființe divine și adorați după moartea lor, sau, uneori, chiar în timp ce conduceau. Dion, tiranul Syracusei, a fost zeificat în timpul vieții, iar oamenii de știință moderni consideră că apoteoza lui l-ar fi influențat pe Euhemerus cu privire la originea tuturor zeilor. 